# تضيق الشريان السباتي
تضيق الشريان السباتي (بالإنجليزية: Carotid artery stenosis)‏ يحدث هذا المرض نتيجة تراكم الترسبات الدهنية التي تسمى اللويحات بسد الشرايين السباتية التي تنقل الدم إلى العنق ثم الرأس والدماغ، مما يزيد من خطر الإصابة بالسكتة الدماغية.

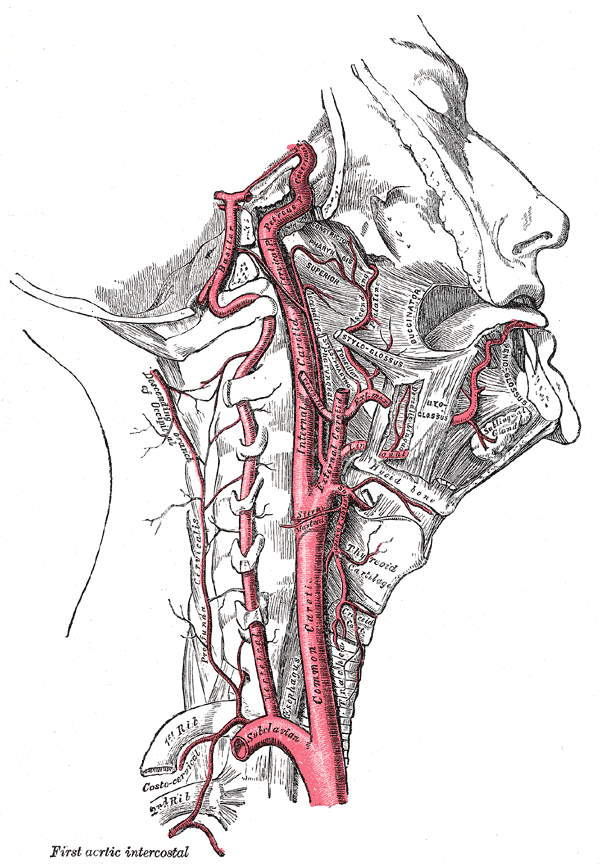
الشريان السباتي وهو باللون الأحمر ويتوضح الصورة كيف يتم تتدفق الدم عن طريق الشريان إلى الرأس والدماغ

## الأعراض
قد لا يسبب الشريان السباتي في أية أعراض في مراحله الأولى عادة، مما يصعب لدى الشخص المعرض للإصابة بمعرفته بان لديه مشكلة قد تؤدي إلى الإصابة بالسكتة الدماغية. وفي بعض الحالات يكون عدم تدفق الدم إلى أحد اجزاء من الدماغ ولو كان لفترة بسيطة قد يسبب شلل في الجسم قد يكون شلل دائم أو مؤقت. ومن أهم الاعراض الشعور بالخدر وفقدان الطاقة في الذراعين والساقين، حدوث تغيرات في الرؤية أو حتى الإصابة بالعمى الكلي، حدوث شلل في الفك والوجه قد يكون شلل نصفي أو كلي. يمكن للشخص المصاب الشعور بالصداع في مناطق الانسداد قد يكون صداع شديد.

## الأسباب

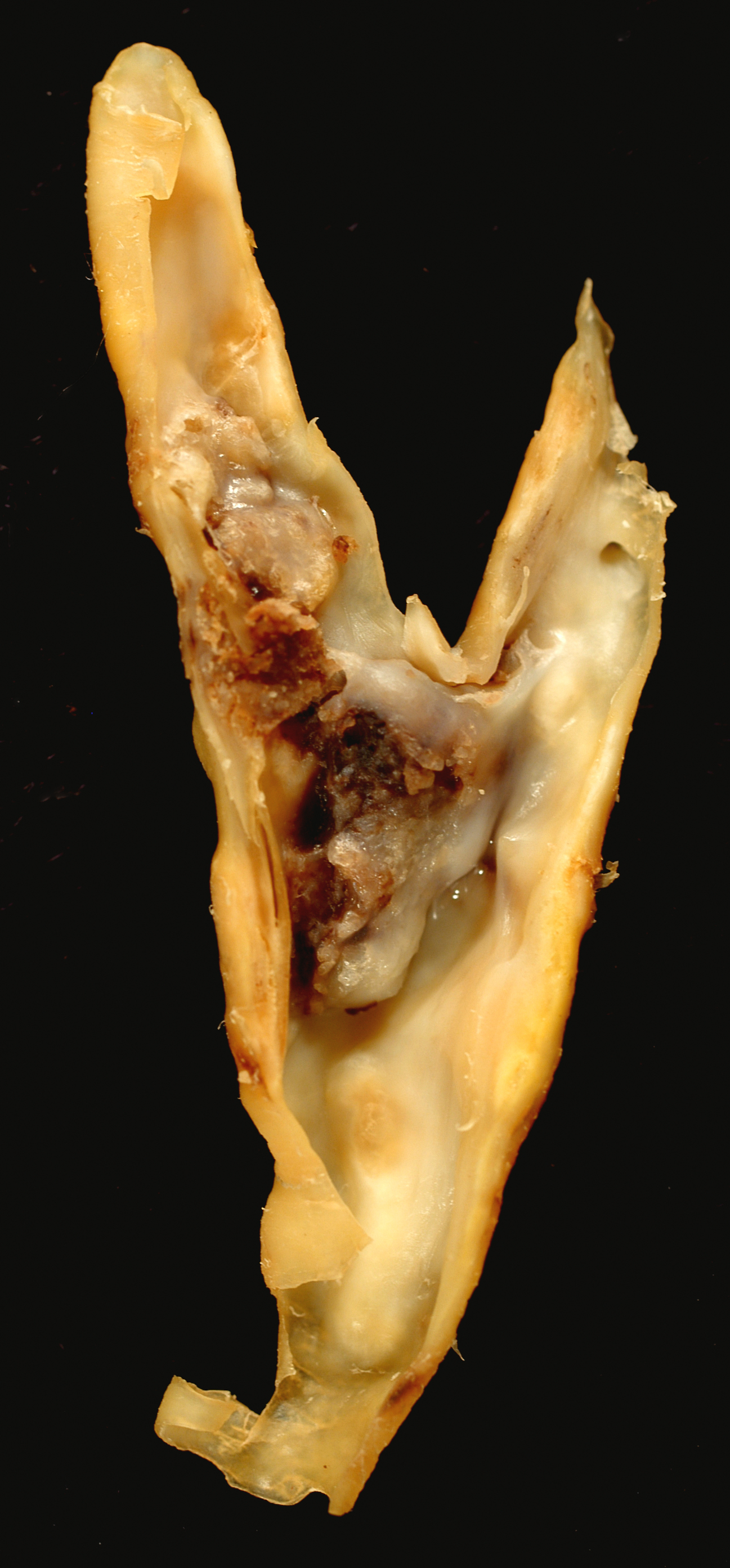
لوحة توضح اقسام الشريان السباتي.يلاحظ تدفقات الدم من الشريان السباتي المشترك (أسفل)، ويقسم إلى الشريان السباتي الداخلي (يسار) والشريان السباتي الخارجي (يمين). لوحة تصلب الشرايين هي كتلة مظلمة على اليمين.

حدوث انسدا في داخل الأوعية الدموية الرئيسية -التدخين يعد من أهم أسباب تخثر الدم، وارتفاع كمية الكلسترول في الدم -الإصابة بداء السكري -ارتفاع ضغط الدم -تكلسات داخل الشريان -القيام برجيم عشوائي غير منظم وغير صحي. يمكن أن تكون السكتات الدماغية خطرة، بل مميتة أحيانا. غير منظم وغير صحي

## العلاج
يكون علاج مرض الشريان السباتي بعدة وسائل كل حسب الحالة حيث تشمل الخيارات في العلاج تغيير نمط الحياة (التوقف عن التدخين -ممارسة رياضة اليوغا - ينصح المصاب بزيارة الاماكن الصحية والتي يوجد فيها هواء نقي) تعطى للمريض أدوية في جميع الحالات منها المميع للدم ومسكنات الالم وقد تكون هناك حاجة إلى إجراء عملية جراحية في الحالات الشديدة.

## وصلات خارجية
- http://www.ncbi.nlm.nih.gov/pubmedhealth/PMH0004669/
- http://www.nlm.nih.gov/medlineplus/carotidarterydisease.html
- http://www.nhlbi.nih.gov/health/health-topics/topics/catd/